# كأس نيوزيلندا 1977
كأس نيوزيلندا 1977 (بالإنجليزية: 1977 Chatham Cup)‏ هو موسم من كأس نيوزيلندا. فاز فيه Nelson United AFC ‏.